# يو إف سي 164
يو إف سي 164: هندرسون ضد بيتيس 2 (بالإنجليزية: UFC 164: Henderson vs. Pettis 2)‏ هو حدث لفنون القتال المختلطة نظمته يو إف سي، أُقيم في 31 أغسطس 2013، على مركز بي إم أو هاريس برادلي في ميلواكي، ويسكونسن، الولايات المتحدة.